# Princess Anna Vasa Tour
 (février 2025).
Si vous disposez d'ouvrages ou d'articles de référence ou si vous connaissez des sites web de qualité traitant du thème abordé ici, merci de compléter l'article en donnant les références utiles à sa vérifiabilité et en les liant à la section « Notes et références ».
Le Princess Anna Vasa Tour est une course cycliste sur route féminine se déroulant en Pologne, à travers la zone autour de la ville de Golub-Dobrzyń, au nord-est de la voïvodie de Cujavie-Poméranie. 
Son nom vient d'Anne de Suède, qui a tenu sa propre cour dans la région de 1605 à 1625 et a résidé, entre autres, au château de Gollub.

## Historique
La course par étapes a lieu pour la première fois en 2020 et fait initialement partie du calendrier national des courses polonaises. Elle est organisée par le club cycliste TKK Pacific Toruń, à l'initiative de l'entraîneur du club de Toruń, Marian Krych.
Depuis 2022, la course est classée en catégorie UCI 2.2. 
Elle se déroule sur trois étapes, avec un prologue supplémentaire depuis 2024. Cette édition est remportée par la néerlandaise Lieke Nooijen, après avoir dominé le contre-la-montre final.

## Palmarès
| Année | Vainqueur                | Deuxième            | Troisième           |
| ----- | ------------------------ | ------------------- | ------------------- |
| 2020  | Marta Jaskulska          | Karolina Kumięga    | Aurela Nerlo        |
| 2021  | Karolina Karasiewicz     | Aurela Nerlo        | Karolina Kumięga    |
| 2022  | Agnieszka Skalniak-Sójka | Olga Shekel         | Dominika Włodarczyk |
| 2023  | Valeriya Kononenko       | Dominika Włodarczyk | Olga Zabelinskaïa   |
| 2024  | Lieke Nooijen            | Riejanne Markus     | Carlijn Achtereekte |
| 2025  |                          |                     |                     |

## Sources et références
1. 1 2  (pl) « O wyścigu », sur le site officiel de la course (consulté le 16 février 2025)
2. ↑  (pl) « Polskie wyścigi w kalendarzu UCI 2022 », sur Rowery, 18 octobre 2012 (consulté le 16 février 2025)
3. ↑  (pl) « Za 3 tygodnie wystartuje V edycja Princess Anna Vasa Tour „Śladami Anny Wazówny” 2024 », sur Naszosie, 4 juillet 2024 (consulté le 16 février 2025)
4. ↑  (es) « Lieke Nooijen vence la crono final y sale campeona del Princess Anna Vasa Tour; Juliana Londoño la mejor colombiana », sur Revista Mundo Ciclistico, 28 juillet 2024 (consulté le 16 février 2025)